# Antonio Tello (fray)
Antonio Tello fue un padre franciscano, evangelizador español, notable por haber instruido a amerindios del Reino de Nueva Galicia en la fe cristiana; historiador, que recopiló y escribió seis volúmenes de la "Crónica Miscelánea de la Sancta Provincia de Xalisco". Es considerado el primer historiador de Jalisco.

## Biografía
Nació en 1567 en Villalón de Campos o hacia 1590 en la Provincia de Santiago, perteneciente al Reino de Galicia, en el Imperio español.Estudió en la Universidad de Salamanca y se inscribió y profesó como monje franciscano en 1611.
Arribó a Nueva España hacia 1619, donde fue enviado al occidente en la zona de la Nueva Galicia (Jalisco) donde fue guardián del convento franciscano establecido en el pueblo de Zacoalco (52 km al sur-suroeste de Guadalajara), Jalisco.
En 1620 le fue encargado el cuidado del Convento de Amatlán. 
De muy buena formación intelectual y vastos conocimientos, en 1637 comenzó a escribir una historia de México, a la par de enaltecer la labor evangelizadora de la Orden Franciscana. La redacción de esta obra le ocupó hasta los últimos años de su vida.
En 1641 fue guardián del Convento de Tecolotlán y 
en 1648, del de Colula, donde terminó de construir la iglesia y restauró y ornamentó su interior. 
Finalmente, fue enviado al Convento de San Francisco, en Guadalajara, donde murió hacia junio de 1653.

## Obra
Escribió la Crónica Miscelánea de la Sancta Provincia de Xalisco, contenida en seis volúmenes, el primero de los cuales se perdió. Es una crónica cargada del espíritu defensor de los indígenas por parte del padre Bartolomé de Las Casas, al que cita frecuentemente en su obra. En ella vierte críticas al entonces gobernador de Jalisco, Nuño de Guzmán, por los abusos cometidos contra los indígenas. Además de De las Casas, Tello utilizó como fuentes a otros cronistas como Juan de Torquemada, Francisco López de Gómara y Antonio de Herrera y Tordesillas, aunque también recoge multitud de anécdotas transmitidas por tradición oral. 
El primero de los libros la obra aborda temas de la flora y fauna; también temas de la geografía de México, la época prehispánica, descubrimiento y conquista; el segundo volumen, es la Historia General de la Nueva Galicia, donde narra la tanto la conquista terrenal como espiritual de la región; en el tercero, recoge biografías de misioneros franciscanos; el cuarto narra la fundación de los conventos franciscanos de Jalisco y sucesos relevantes en ellos. Los dos últimos libros están dedicados a la historia de la Orden Franciscana en general, privilegiando los servicios de los frailes y su desempeño en la defensa y difusión de la fe católica.
A la muerte de Antonio Tello, su crónica quedó guardada en el archivo del Convento de Guadalajara.
Se perdió un tiempo pero apareció de nuevo en 1859. En 1871 fue publicada por Eufemio Mendoza en su Colección de Documentos para la historia de México.